# Klasztor Archanioła Gabriela w Naqlun
Klasztor Archanioła Gabriela (arab. دير الملاك غبريال بجبل, Dajr el-Malak Ghubrail, Dayr al-Malāk Ghubriyāl, ale także: Dajr el-Naqlun, Dayr al-Naqlūn lub Dayr Abū al-Khashabah, Dajr Abu al-Chaszaba = klasztor belek („Monastery of the Beam”)) – koptyjski klasztor pod wezwaniem Archanioła Gabriela, położony w wąskim pasie skalistej pustyni pomiędzy doliną a oazą, w odległości 16 km na południowy wschód od miasta Fajum na pustyni Libijskiej, w muhafazie Fajum w północnym Egipcie. Od XV wieku erem był prawie całkiem zrujnowany. Do czasów współczesnych przetrwał jako opuszczony przez ludzi i zapomniany. Od 1986 roku objęty pracami archeologicznymi prowadzonymi przez polski zespół Centrum Archeologii Śródziemnomorskiej Uniwersytetu Warszawskiego im. Kazimierza Michałowskiego, pod kierunkiem dr hab. Włodzimierza Godlewskiego. W 1997 roku klasztorny kościół św. Gabriela został przywrócony do kultu.

## Lokalizacja i nazwa
Klasztor Archanioła Gabriela położony w wąskim pasie skalistej pustyni pomiędzy doliną a oazą, w odległości 16 km na południowy wschód od miasta Fajum na pustyni Libijskiej, w muhafazie Fajum w północnym Egipcie. 
Na określenie klasztoru stosowane są zamiennie trzy nazwy: 
- Dajr el-Malak Ghubrail, Dayr al-Malāk Ghubriyāl[4] = klasztor Archanioła Gabriela[3],
- Dajr el-Naqlun, Dayr al-Naqlūn za koptyjskim źródłosłowem: Neklone (źródła greckie nie wzmiankowały oznaczenia klasztoru)[10],
- Dayr Abū al-Khashabah[4], Dajr Abu al-Chaszaba[3][4], co można przetłumaczyć jako klasztor belek, ale także klasztor promieni („Monastery of the Beam”)[4].

## Historia
Jedna z legend przypisuje powstanie klasztoru perskiemu magowi Ibrashet, który w V wieku, po tajemnym poślubieniu córki króla, musiał uciekać wraz z 8-letnim synem o imieniu Oor (Ar) ze swego kraju. Miał dotrzeć na pustynię Libijską. Po jego śmierci Oor miał wizję Matki Boskiej, oraz Archanioła Gabriela i Archanioła Michała, którzy prosili go o zbudowanie kościoła na pustyni. Inna legenda łączy górę Naqlun z miejscem, gdzie Jakub, syn Izaaka, podczas pobytu w Egipcie, odpoczywał i składał Bogu ofiary. Brakuje źródeł pozwalających na ustalenie daty powstania klasztoru. Naukowcy szacują, że został założony w połowie V wieku, funkcjonując jako zespół osobnych pustelni wykuwanych w okolicznych skalistych zboczach. Prawdopodobnie w VII wieku mieszkało tutaj 120 mnichów.
Z losami klasztoru wiązana jest postać, urodzonego pod koniec VI wieku, Samuela Egipcjanina, który mieszkał w Naqlun przez trzy i pół roku. Gdy w okresie sporów w obrębie chrześcijaństwa do klasztoru zapowiedział przybycie melchicki patriarcha Cyrus, Samuel miał przekonać dwustu świeckich zamieszkujących klasztor oraz 120 mnichów do ucieczki w góry. Sam Samuel, po jego schwytaniu i późniejszym uwolnieniu, miał założyć swój klasztor na górze al-Qalamun (Qalamoun) w Górnym Egipcie, dokąd przeniosła się także część mnichów z eremu Archanioła Gabriela. W konsekwencji opuszczany klasztor zaczął tracić na znaczeniu i pozycji. W okresie pobytu Samuela w klasztorze Archanioła Gabriela miały w nim być przechowywane relikwie ojca Kwa, jednego z ważniejszych męczenników chrześcijańskich tego regionu. Być może z tego powodu klasztor zachowywał znaczenie do XV wieku, choć znacznym ciosem dla eremu był jeden z pożarów, który w XIII stuleciu w znacznym stopniu zniszczył budynki. Około 1200 roku koptyjski mnich Abu al-Makarim odnotowywał, że klasztor składał się z trzech części: kościoła Archanioła Gabriela, zespołu skupionego wokół kościoła Archanioła Michała i skalnych eremów rozsianych w okolicy. Gdy w 1672 roku klasztor odwiedził niemiecki podróżnik Johann Michael Wansleben, istniały tam dwa kościoły, z których jeden był używany jako magazyn żywności, zaś sam erem był już prawie całkiem zrujnowany, a przez podróżnika określony jako pozostałości wioski koptyjskiej. Klasztor przetrwał do czasów współczesnych jako opuszczona przez ludzi i zapomniana ruina.

## Architektura i odkrycia archeologiczne
Klasztor zachował mury na zewnętrznych i wewnętrznych dziedzińcach. Klasztorny kościół Archanioła Gabriela ma trzy hajkały (sanktuaria): Archanioła Gabriela, Najświętszej Marii Panny i św. Jerzego. Drewniany strop pokryty jest polichromiami. Kościół prawdopodobnie był poddany istotnym przebudowom w drugiej połowie XIX lub na początku XX wieku. Klasztor, przez stulecia opuszczony i niszczejący, został w 1986 roku objęty pracami archeologicznymi prowadzonymi przez polski zespół Centrum Archeologii Śródziemnomorskiej im. Kazimierza Michałowskiego Uniwersytetu Warszawskiego pod kierunkiem dr hab. Włodzimierza Godlewskiego.
Podczas badań archeologicznych naukowcy odkryli ślady istnienia masywnej wieży i kościoła, który prawdopodobnie został wzniesiony w X lub XI wieku na miejscu wcześniejszej budowli, z cegły mułowej z domieszką sieczki. Budowlą tą prawdopodobnie była wieża klasztorna o obronnym charakterze (donżon). Znalezione w tym miejscu fragmenty ceramiki sugerują, że owa pierwotna budowla mogła być wzniesiona w VI wieku Wzniesiony na miejscu wieży kościół (pod wezwaniem Archanioła Michała) był trójnawową bazyliką z hurusem (typowym rozwiązaniem stosowanym w stuleciach VIII i IX) w części wschodniej, a sanktuarium poprzedzała poprzeczna nawa. Hurus był oddzielony od nawy głównej higabem. Zarówno absyda, jak i pastoforia nie zachowały się. Nawy kościoła rozdzielały rzędy kolumn na ławach fundamentowych. Nie wiadomo jak wyglądała zachodnia część świątyni, ani jak były zlokalizowane wejścia. Posadzka kościoła mogła być wykonana z płyt  wapiennych. Wewnętrzne, pokryte piaskowo-wapiennym tynkiem ściany pokrywały malowidła. 
Ponadto polscy archeolodzy odkryli dwa cmentarze klasztorne: jeden (na zachód od zabudowań klasztornych) używany do pochówków w okresie VI−VII wieku i obejmujący 200 grobów, oraz drugi – obejmujący 500 grobowców (zlokalizowany na wschód od eremu), w którym grzebano zmarłych w okresie od XI do XIV stulecia. W pobliżu kościoła św. Gabriela odkryto także 12 ludzkich szkieletów, noszących ślady znacznych okaleczeń. Kościół koptyjski uznał je za szczątki męczenników. Na wzgórzu położonym na wschód od eremu odkryto ślady 89 skalnych pustelni. Archeolodzy odkryli kilka obrazów datowanych na XI wiek, a przedstawiających Archanioła Gabriela, św. Merkuriusza, św. Jerzego, Najświętszą Marię Pannę, Jezusa, Psotę (Bisadę) i św. Szymona Słupnika. Odkryty w centralnej absydzie zespół malowideł przedstawiających Madonnę i Apostołów jest datowany na co najmniej XI wiek. 
Na terenie klasztoru znaleziono ponad tysiąc rękopisów w języku greckim, koptyjskim i arabskim, w tym część pisanych na pergaminie (wśród odkrytych tekstów był fragment XI księgi Ab Urbe condita, dzieła Tytusa Liwiusza w języku łacińskim). Do rzadkości zaliczono także odkryte wczesnośredniowieczne dewocjonalia − archeolodzy natrafili na między innymi cztery małe, ołowiane krzyżyki, bogato ozdobione w obu stron: po jednej umieszczony był wizerunek Marii, po drugiej scena ukrzyżowania. Wśród odkrytych artefaktów religijnych znalazła się także ołowiana plakietka z inskrypcją w języku arabskim, która mogła stanowić początek sury 112 Koranu. Teren klasztoru jest zaliczany do grona ważniejszych stanowisk archeologicznych. Gdy w 1986 roku na terenie klasztoru rozpoczynała pracę Polska Misja Archeologiczna, w eremie mieszkało zaledwie dwóch mnichów. W 1997 roku kościół św. Gabriela został przywrócony do kultu.